# Aetha cowanae
Aetha cowanae är en tvåvingeart som beskrevs av Mcalpine 2001. Aetha cowanae ingår i släktet Aetha och familjen bredmunsflugor. Inga underarter finns listade i Catalogue of Life.